# Funció d'estat

En termodinàmica, una funció d'estat o variable d'estat és una magnitud física macroscòpica el valor de la qual queda totalment determinat per l'estat actual d'un sistema termodinàmic, independentment del procés seguit per a arribar-hi.

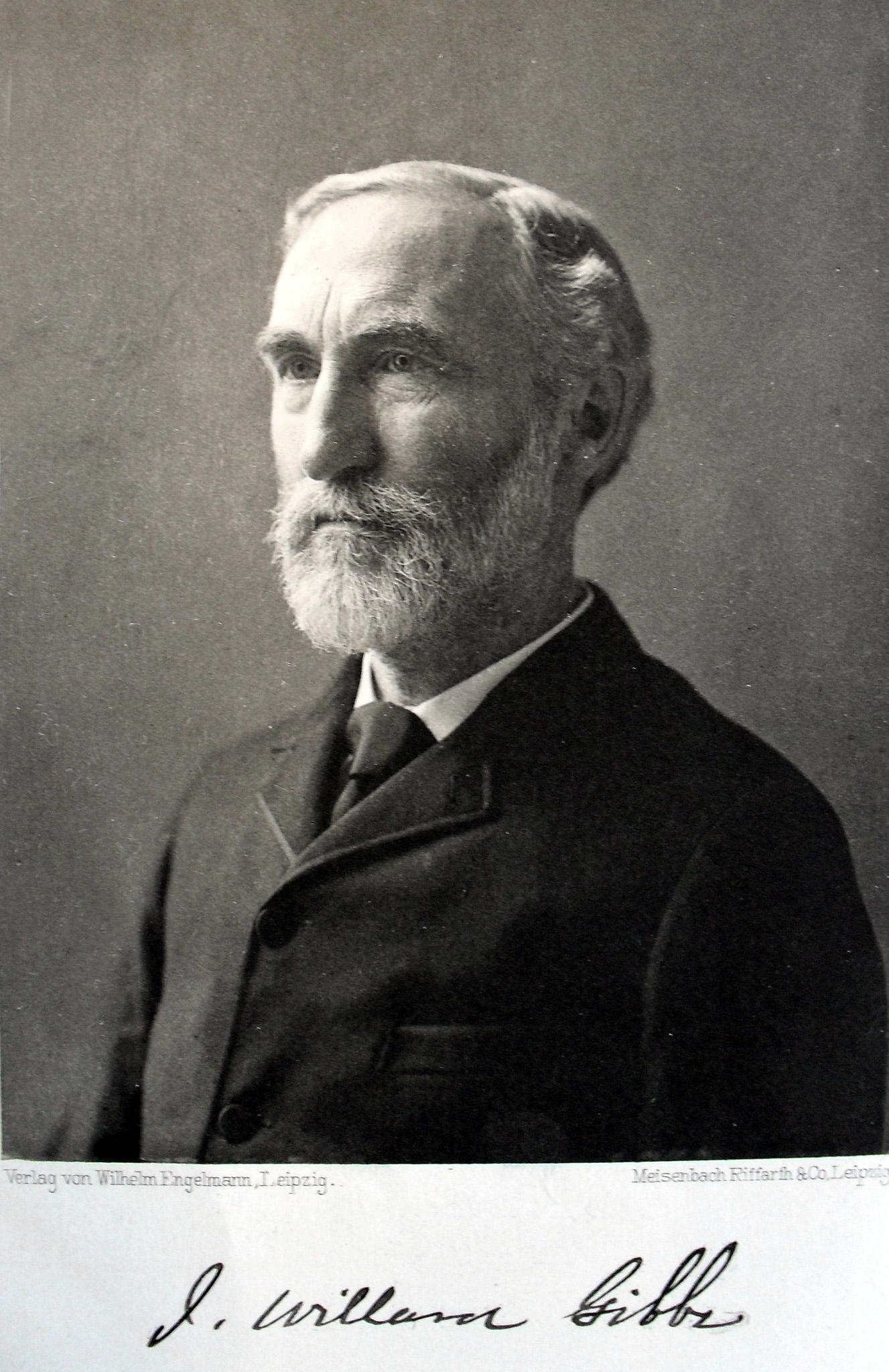
Josiah Willard Gibbs.

El terme i el concepte «funció d'estat» foren introduïts en la termodinàmica pel físic estatunidenc Josiah Willard Gibbs (1839-1903), en la seva obra Graphical Methods in the Thermodynamics of Fluids, publicada el 1873.

## Concepte
A diferència al que passa amb el treball mecànic {\displaystyle w} exercit per o sobre un sistema, la variació d'una funció d'estat depèn només dels estats inicial i final del sistema, i és, per tant, independent del camí seguit per a passar de l'un a l'altre. El valor d'una funció d'estat només depèn de l'estat termodinàmic actual que es trobi el sistema sense importar com va arribar a ell. Això significa que si, en un instant donat, tenim dos sistemes termodinàmics en equilibri amb n graus de llibertat i amidem un mateix valor de n funcions d'estat independents, qualsevol altra funció d'estat tindrà el mateix valor en ambdós sistemes amb independència del valor de les variables en instants anteriors. En general, els sistemes fora de l'equilibri no poden ser representats per un nombre finit de graus de llibertat, i la seva descripció és molt més complexa.
Les funcions d'estat (volum, temperatura, energia interna, entalpia, entropia…) són propietats dels sistemes, com ho és la quantitat de diners que té una persona. Les funcions que no són d'estat, com ara el treball mecànic i la calor, representen processos que fan canviar les funcions d'estat. Continuant amb l'exemple, aquestes funcions serien ingressos i despeses. Una persona pot calcular l'increment que ha tengut de diners durant un mes restant dels que té al final de mes els que tenia al principi. Només amb aquest valor no pot saber de cap manera quins ingressos i quines despeses ha tingut. Hi ha infinites combinacions d'aquestes dues quantitats, ingressos i despeses, que donen el mateix increment mensual de diners.

## Propietats

### Integració
L'energia interna {\displaystyle U} és una funció d'estat. Si tenim un sistema que inicialment té una energia interna inicial {\displaystyle U_{i}} i experimenta un canvi, de manera que la seva energia interna canvia i passa a ser {\displaystyle U_{f}}, la variació d'energia interna {\displaystyle \Delta U} es pot expressar com la integral:
{\displaystyle \Delta U=\int _{i}^{f}\operatorname {d} \!U=U_{f}-U_{i}}
Aquesta variació és independent del camí seguit per anar de l'estat inicial a l'estat final, i és la suma (integral) de totes les variacions infinitesimals experimentades pel sistema al llarg de tot el camí. També es compleix que en un cicle termodinàmic, on el punt final coincideix amb l'inicial, la variació d'una funció d'estat és zero. En el cas de l'energia interna es representa com:
{\displaystyle \Delta U=\oint \operatorname {d} \!U=0}
En canvi, la calor {\displaystyle q} que se subministra o extreu per passar de l'estat inicial al final depèn del camí seguit, i no es pot expressar com {\displaystyle \Delta q}. Es pot calcular mitjançant la integral següent on s'ha d'especificar les característiques del camí seguit (per exemple una isoterma, una adiabàtica, etc.):
{\displaystyle q=\int _{i,cam{\acute {i}}}^{f}\operatorname {d} \!q}

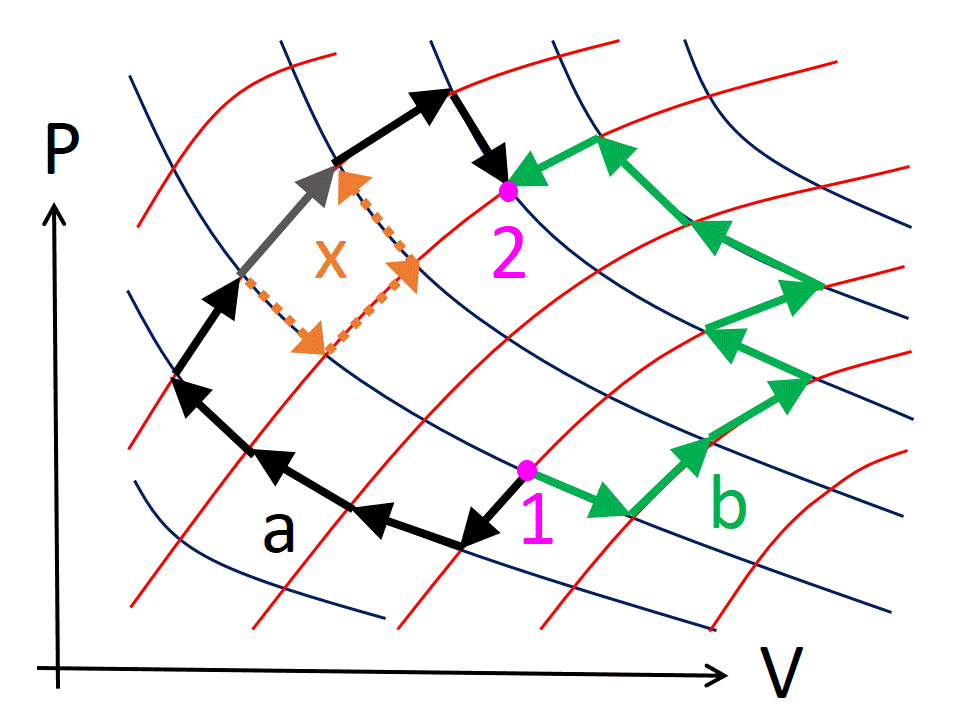
Dues trajectòries d'entropia com la integral de dQ/T des dels punts 1 fins al 2 en un diagrama PV genèric. Una quadrícula d'adiabàtiques i isotermes subdivideix l'àrea en una quadrícula de cicles de Carnot. El teorema de Carnot permet transformar la trajectòria 1 en la trajectòria 2 (un cicle de Carnot a la vegada). En fer-ho, hom veu que ambdues trajectòries proporcionen el mateix canvi en l'entropia.

La quantitat de calor pot ser zero, en el cas d'un procés adiabàtic, o un valor diferent de zero en altres casos. Per tant, la calor no és una funció d'estat. Passa igual amb el treball mecànic {\displaystyle w}.

### Diferenciació
Les funcions d'estat són diferencials exactes i depenen de només dues variables independents de les tres següents: temperatura, volum i pressió. En el cas de l'energia interna es pot escriure com una funció de la temperatura i del volum {\displaystyle U=U(T,V)}. La seva variació emprant derivades parcials és:
{\displaystyle dU={\biggl (}{\partial U \over \partial T}{\biggr )}_{V}dT+{\biggl (}{\partial U \over \partial V}{\biggr )}_{T}dV}on el terme {\textstyle {\ce {{\biggl (}{\partial U \over \partial T}{\biggr )}_{V}}}} expressa la forma com varia l'energia interna amb la temperatura a pressió constant.

### Ordre de diferenciació
L'ordre de diferenciació d'una funció d'estat no afecta el resultat. Per tant:
{\displaystyle \left[{\partial  \over \partial V}{\biggl (}{\partial U \over \partial T}{\biggr )}_{V}\right]_{T}=\left[{\partial  \over \partial T}{\biggl (}{\partial U \over \partial V}{\biggr )}_{T}\right]_{V}}

## Funcions d'estat més importants
En alguns tractats, funció d'estat i variable d'estat es consideren sinònims; en d'altres, es prefereix reservar la denominació variables d'estat per a les funcions d'estat més elementals o per a les mesurables de manera directa. En aquesta darrera accepció, les variables d'estat més usades en les funcions d'estat són la pressió, el volum i la temperatura. La resta de magnituds termodinàmiques són funció d'aquestes tres. Per exemple, per a un sistema simple en què el nombre mínim de variables d'estat és de dues, una funció d'estat pot ser la del volum, V = V(T,p), o la de la pressió, p = p(T,V).
Algunes variables d'estat d'un sistema en equilibri són:
- la pressió {\displaystyle p},
- la temperatura {\displaystyle T},
- el volum {\displaystyle V},
- la quantitat de substància {\displaystyle n},
- energies:
  - l'energia interna {\displaystyle U},
  - l'entalpia {\displaystyle H=U-pV},
  - l'energia de Gibbs {\displaystyle G=H-TS},
  - l'energia de Helmholtz {\displaystyle A=U-TS},
- l'entropia {\displaystyle S},
- la densitat {\displaystyle \rho },
- la viscositat {\displaystyle \eta },
- la relació isotòpica, etc.

Les funcions d'estat estan relacionades entre si per les equacions d'estat.

## Equacions d'estat de gasos

### Equació d'estat dels gasos ideals

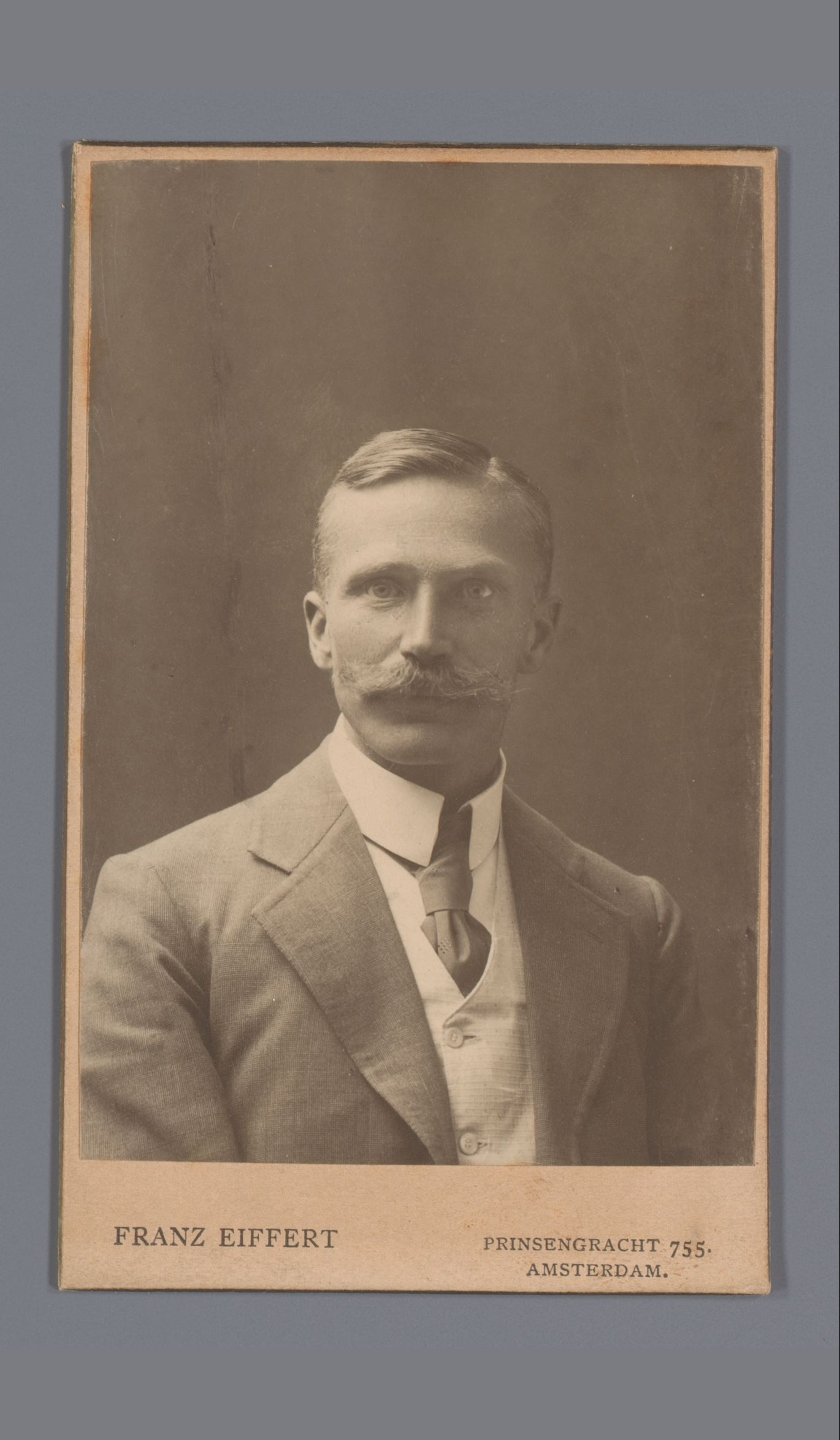
Johannes Diderik van der Waals (finals del).

És molt coneguda i emprada l'equació d'estat dels gasos ideals o equació de Clapeyron-Mendeléiev:
{\displaystyle pV=nRT}
on: {\displaystyle p} és la pressió del gas, {\displaystyle V} el volum del recipient que el conté, {\displaystyle n} el nombre de mols del gas (quantitat de substància), {\displaystyle R} la constant dels gasos i {\displaystyle T} la temperatura absoluta del gas.

### Equació de van der Waals
L'equació de van der Waals dels gasos és: {\textstyle \left(P+{\frac {n^{2}a}{V^{2}}}\right)(V-nb)=nRT}, on {\displaystyle a} i {\displaystyle b} són constants característiques de cada gas, {\displaystyle a} té en compte la cohesió entre les molècules del gas deguda a les forces de van der Waals, i {\displaystyle b} té en compte el volum total de les molècules. {\displaystyle R} és la constant dels gasos i {\displaystyle n} el nombre de mols del gas (quantitat de substància). L'equació és deguda al químic neerlandès Johannes D. van der Waals (1837-1923) que la proposà en la seva tesi doctoral l'any 1873.

### Equació de Berthelot
L'equació de Berthelot fou proposada pel francès Daniel Berthelot (1865-1927) el 1907 com una millora de l'equació de van der Waals. L'equació té diferents expressions, una d'ella és: {\textstyle \left(P+{\frac {n^{2}A}{TV^{2}}}\right)(V-nB)=nRT}, on {\displaystyle A} i {\displaystyle B} són constants característiques de cada gas. {\displaystyle R} és la constant dels gasos i {\displaystyle n} el nombre de mols del gas (quantitat de substància).

### Equació de Dieterici
El 1899 pel físic alemany Conrad H. Dieterici (1858-1929) proposà una equació d'estat dels gasos, coneguda com a equació de Dieterici, que es representa com a: {\displaystyle P(V-nb)=nRTe^{-na/RTV}}, on {\displaystyle a} i {\displaystyle b} són constants característiques de cada gas, i {\displaystyle e} és el nombre {\displaystyle e}.

## Altres equacions d'estat
- Volum d'un sòlid o líquid: {\displaystyle V=V_{0}(1+\alpha t-\beta P)}, on {\displaystyle V_{0}}, {\displaystyle \alpha } i {\displaystyle \beta } són constants característiques de cada sòlid o líquid, i {\displaystyle t} és la temperatura en graus Celsius.[5]
- Força electromotriu d'una pila: {\displaystyle \varepsilon =a+bT+cT^{2}-{\frac {\Delta V}{n{\mathcal {F}}}}(P-1)}, on {\displaystyle \varepsilon } és la força electromotriu i {\displaystyle a}, {\displaystyle b}, {\displaystyle c} són constants característiques de cada pila i {\displaystyle {\mathcal {F}}} és la constant de Faraday.[5]
- Llei de Curie, deguda al físic francès Pierre Curie (1859-1906), d'un sòlid paramagnètic a pressió constant: {\displaystyle \chi ={\frac {C}{T}}}, on {\displaystyle \chi } és la susceptibilitat magnètica i {\displaystyle C} la constant de Curie, que és característica de cada material.[5]

## Potencials termodinàmics
| Relacions de Maxwell (comunes) {\displaystyle {\begin{aligned}+\left({\frac {\partial T}{\partial V}}\right)_{S}&=&-\left({\frac {\partial P}{\partial S}}\right)_{V}&=&{\frac {\partial ^{2}U}{\partial S\partial V}}\\+\left({\frac {\partial T}{\partial P}}\right)_{S}&=&+\left({\frac {\partial V}{\partial S}}\right)_{P}&=&{\frac {\partial ^{2}H}{\partial S\partial P}}\\+\left({\frac {\partial S}{\partial V}}\right)_{T}&=&+\left({\frac {\partial P}{\partial T}}\right)_{V}&=&-{\frac {\partial ^{2}A}{\partial T\partial V}}\\-\left({\frac {\partial S}{\partial P}}\right)_{T}&=&+\left({\frac {\partial V}{\partial T}}\right)_{P}&=&{\frac {\partial ^{2}G}{\partial T\partial P}}\end{aligned}}\,\!} |
S'anomenen potencials termodinàmics a les funcions d'estat que deriven de l'energia interna {\displaystyle U}, de manera que les seves variables naturals són les que es volen tenir a l'hora de controlar les variacions de les magnituds termodinàmiques que es pretenen determinar o mesurar experimentalment. Els potencials termodinàmics tenen dimensions d'energia i són les funcions escalars que es minimitzen en un punt d'equilibri, igual que succeeix amb l'energia potencial en els processos mecànics. Els potencials termodinàmics més emprats són l'entalpia {\displaystyle H=U-pV}, l'energia lliure de Helmholtz {\displaystyle A=U-TS} i l'energia de Gibbs {\displaystyle G=H-TS}.

### Relacions de Maxwell
Les relacions de Maxwell és un conjunt de quatre equacions en derivades parcials que relacionen les funcions d'estat pressió, volum, temperatura absoluta i entropia, vàlides per a qualsevol estat d'equilibri d'un sistema termodinàmic. Sorgeixen d'aplicar la relació d'Euler a les variacions de l'energia interna i dels principals potencials termodinàmics en funció de les variacions de les seves variables naturals.

### Propietats dels materials
Les propietats dels materials són paràmetres intensius específics d'un cert material. Cadascuna d'elles està directament relacionada amb un diferencial de segon ordre d'un potencial termodinàmic. Alguns exemples per un sistema simple d'un component són:
- Compressibilitat (o el seu invers, el mòdul de compressibilitat)

- Compressibilitat isotèrmica

{\displaystyle \beta _{T}=-{\frac {1}{V}}\left({\frac {\partial V}{\partial P}}\right)_{T}\quad =-{\frac {1}{V}}\,{\frac {\partial ^{2}G}{\partial P^{2}}}}
- Compressibilitat adiabàtica

{\displaystyle \beta _{S}=-{\frac {1}{V}}\left({\frac {\partial V}{\partial P}}\right)_{S}\quad =-{\frac {1}{V}}\,{\frac {\partial ^{2}H}{\partial P^{2}}}}
- Capacitat tèrmica específica (nota: la propietat extensiva anàloga és la capacitat tèrmica)

- Capacitat tèrmica a pressió constant

{\displaystyle c_{P}={\frac {T}{N}}\left({\frac {\partial S}{\partial T}}\right)_{P}\quad =-{\frac {T}{N}}\,{\frac {\partial ^{2}G}{\partial T^{2}}}}
- Capacitat tèrmica a volum constant

{\displaystyle c_{V}={\frac {T}{N}}\left({\frac {\partial S}{\partial T}}\right)_{V}\quad =-{\frac {T}{N}}\,{\frac {\partial ^{2}A}{\partial T^{2}}}}
- Coeficient de dilatació tèrmica

{\displaystyle \alpha ={\frac {1}{V}}\left({\frac {\partial V}{\partial T}}\right)_{P}\quad ={\frac {1}{V}}\,{\frac {\partial ^{2}G}{\partial P\partial T}}}